# 月輪寺 (山口市)
月輪寺（がちりんじ）は、山口県山口市にある曹洞宗の寺院。山号は清涼山。
文治5年（1198年）、重源が太政大臣九条兼実の協力を得て建立したものと伝えられ、山口県内で最古の木造建造物。薬師堂内には薬師如来をはじめ多数の仏像が安置されており、国の重要文化財の指定を受けている。
毎年5月5日が薬師大縁日。

## 歴史
周防国佐波郡 德地（得地）庄の串村に、聖徳太子の作と言われる観音を本尊とした清涼寺という寺があったが、維持する者がなく朽ち果てたため、寺にあった観音菩薩像と十二神将像のみ上徳地の上村（のち島地村）に移されたが、それもまた打ち捨てられたままに朽ちていた。
12世紀に、焼失した東大寺の再建用材の調達のために当地を訪れた重源がこれを聞きつけ、この地に移し新たに本堂を建立し、当地の得分であり助力者だった九条兼実の二つ名である「月輪関白、月輪殿」に因んで月輪寺と名付けた。

## 特徴

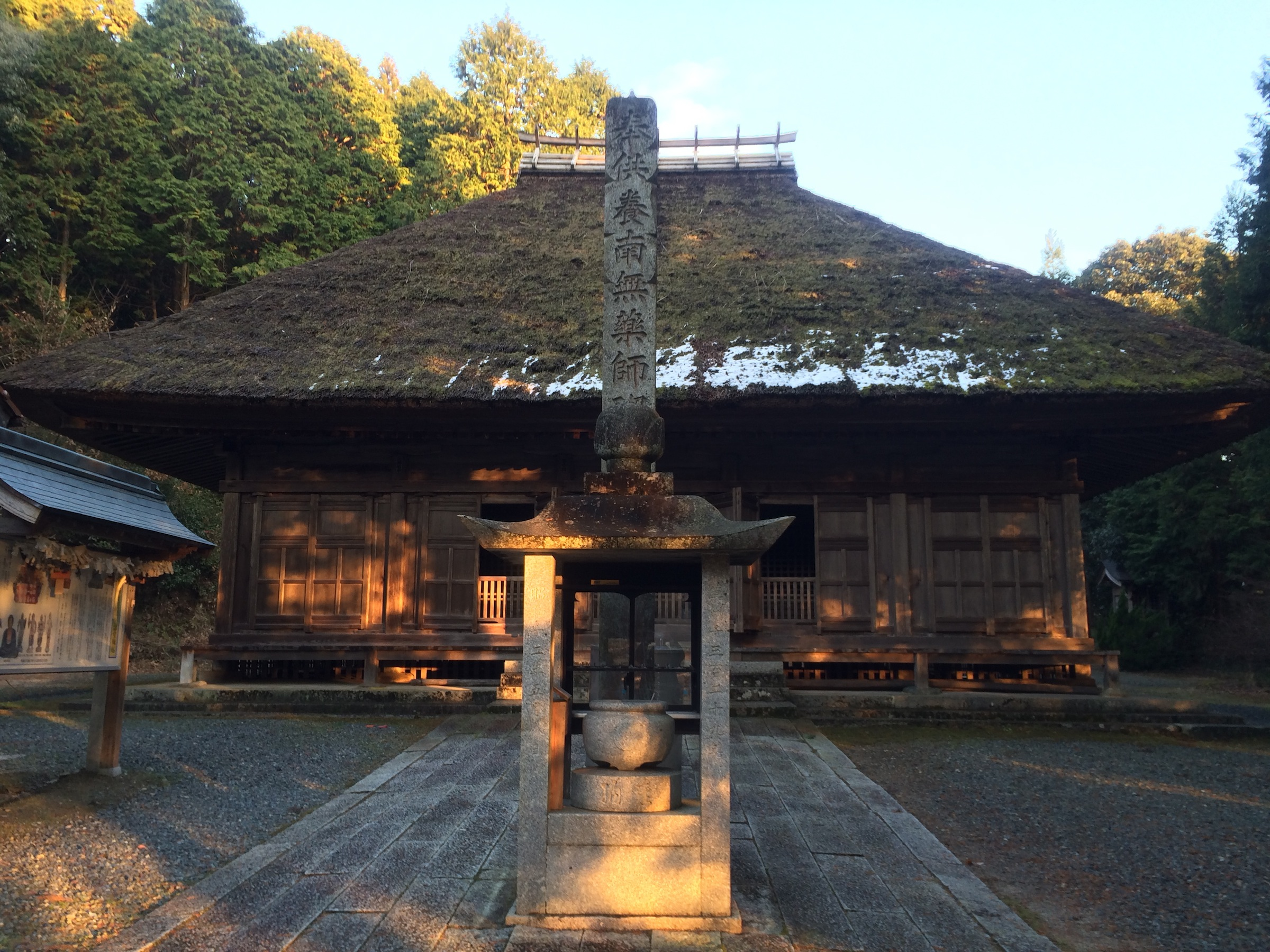
薬師堂

当時のまま現存しているのは観音堂（薬師堂）のみだが、鉋を使わず斧・釿のみで削ったと思われる珍しい建造物である。また、堂の柱という柱に無数の呪釘の跡が残されている。
創建当時は正面3間、側面2間であったものを、文治年間の移築の際に5間×4間に改めたとみられる。
堂の内部には、20年に一度開帳される秘仏薬師如来坐像のほか、聖観音菩薩立像、四天王像（いずれも県有形文化財）が収められている。

## 文化財

### 重要文化財（国指定）
- 薬師堂 - 平安時代後期（1086年-1184年）の建立。桁行五間、梁間四間、一重、寄棟造、茅葺。昭和24年（1949年）02月18日指定。